# 輝く愛の世界
『輝く愛の世界』（原題：Let Me in Your Life）は、アメリカ合衆国の歌手アレサ・フランクリンが1974年に発表したスタジオ・アルバム。

## 背景
前スタジオ・アルバム『Hey Now Hey (The Other Side of the Sky)』（1973年）ではクインシー・ジョーンズがプロデューサーに起用されたが、本作ではジェリー・ウェクスラー、アリフ・マーディン、トム・ダウドといったアトランティック・レコードのスタッフを迎えた体制に戻った。収録曲のうち「ウィズ・ペン・イン・ハンド」のみ、アルバム『ヤング・ギフティッド・アンド・ブラック』（1972年発売）と同時期のセッションで録音された。また、本作のために行われた1973年のレコーディング・セッションのうち、アウトテイクとなった「The Happy Blues」、「At Last」、「Love Letters」および「アイム・イン・ラヴ」のオルタネイト・ボーカル・バージョンは、2007年発売のコンピレーション・アルバム『レア&アンリリースド・レコーディングス』に収録された。
「アンティル・ユー・カムバック・トゥ・ミー」は、元々はスティーヴィー・ワンダーが1967年に録音した曲だが、ワンダーのオリジナル・バージョンは1976年発売のコンピレーション・アルバム『Anthology』に収録されるまで未発表だった。
当時リターン・トゥ・フォーエヴァーのメンバーだったスタンリー・クラークが一部の曲でベースを弾いており、クラークは本作の録音と並行して、本作でも共演したダニー・ハサウェイのアルバム『愛と自由を求めて』（1973年）にも参加している。

## 反響・評価
アメリカでは総合アルバム・チャートのBillboard 200で14位に達し、『ビルボード』のR&Bアルバム・チャートでは1位を獲得した。本作からの先行シングル「アンティル・ユー・カムバック・トゥ・ミー」は総合シングル・チャートのBillboard Hot 100で3位、『ビルボード』のR&Bシングル・チャートで1位を記録し、フランクリンはこの曲で、Hot 100において最高1位から10位までを網羅した史上初のアーティストとなった。その後「アイム・イン・ラヴ」（Hot 100で19位、R&Bチャートで1位）、「エイント・ナッシング・ライク・ザ・リアル・シング」（Hot 100で47位、R&Bチャートで6位）がシングル・ヒットした。
イギリスでは、本作は全英アルバムチャート入りを逃したが、「アンティル・ユー・カムバック・トゥ・ミー」は全英シングルチャートで26位に達し、フランクリンにとって9作目の全英トップ40シングルとなった。
ロン・ウィンはオールミュージックにおいて5点満点中3点を付け「彼女の"Until You Come Back to Me (That's What I'm Gonna Do)"は、スティーヴィー・ワンダーの偉大なオリジナルを超えた唯一の例」と評している。また、ロバート・クリストガウは本作にBプラスを付け「トム（・ダウド）とジェリー（・ウェクスラー）の復帰は歓迎すべきであり、アレサの偉大な作品とまでは言えないが、バラードに至るまで安定している」と評している。

## 収録曲
1. 輝く愛の世界 - "Let Me in Your Life" (Bill Withers) - 3:30
2. エヴリー・ナチュラル・シング - "Every Natural Thing" (Eddie Hinton) - 2:37
3. エイント・ナッシング・ライク・ザ・リアル・シング - "Ain't Nothing Like the Real Thing" (Nickolas Ashford, Valerie Simpson) - 3:50
4. アイム・イン・ラヴ - "I'm in Love" (Bobby Womack) - 2:51
5. アンティル・ユー・カムバック・トゥ・ミー - "Until You Come Back to Me (That's What I'm Gonna Do)" (Stevie Wonder, Clarence Paul, Morris Broadnax) - 3:28
6. つかの間の恋 - "The Masquerade Is Over" (Herbert Magidson, Allie Wrubel) - 4:32
7. ウィズ・ペン・イン・ハンド - "With Pen in Hand" (Bobby Goldsboro) - 5:07
8. オー・ベイビー - "Oh Baby" (Aretha Franklin) - 4:59
9. エイト・デイズ・オン・ザ・ロード - "Eight Days on the Road" (Jerry Ragovoy, Mike Gayle) - 3:03
10. イフ・ユー・ドント・シンク - "If You Don't Think" (A. Franklin) - 3:53
11. ア・ソング・フォー・ユー - "A Song for You" (Leon Russell) - 5:34

## 参加ミュージシャン
- アレサ・フランクリン - ボーカル (all songs)、ピアノ (on #2, #5, #7, #8, #9)、エレクトリックピアノ (on #10, #11)
- リチャード・ティー - ピアノ (on #1)、エレクトリックピアノ (on #2)、オルガン (on #2, #5, #10, #11)、キーボード (on #9, #10)
- ボブ・ジェームス - オルガン (on #1)、キーボード (on #3)
- エウミール・デオダート - エレクトリックピアノ、ストリングス・アレンジ、リズム・アレンジ (on #1)
- ダニー・ハサウェイ - キーボード (on #3, #7)、ピアノ (on #4, #6)、エレクトリックピアノ (on #5, #8)
- ケネス・ビッチェル - シンセサイザー (on #5)
- デヴィッド・スピノザ - ギター (on #1, #3, #4, #6)
- コーネル・デュプリー - ギター (on #2, #4, #7, #8, #9, #10, #11)
- ヒュー・マクラッケン - ギター (on #5)
- スタンリー・クラーク - ベース (on #1, #3, #4, #6)
- チャック・レイニー - ベース (on #2, #5, #7, #9)
- ウィリー・ウィークス - ベース (on #8, #10, #11)
- リック・マロッタ - ドラムス (on #1, #3, #4, #6)
- バーナード・パーディ - ドラムス (on #2, #5, #7, #8, #9, #10, #11)
- ラルフ・マクドナルド - パーカッション (on #1, #2, #3, #4, #6, #8, #9, #10, #11)
- パンチョ・モラレス - パーカッション (on #2, #9)
- ジョー・ファレル - テナー・サクソフォーン・ソロ (on #2)、フルート・ソロ (on #5)
- アーニー・ロイヤル - トランペット・ソロ (on #10)
- アン・S・クラーク、パット・スミス、マーガレット・ブランチ - バックグラウンド・ボーカル (on #2, #5, #7, #9)
- シシー・ヒューストン（英語版） - バックグラウンド・ボーカル (on #3, #4)
- ジュディ・クレイ - バックグラウンド・ボーカル (on #3, #4)
- マーナ・スミス - バックグラウンド・ボーカル (on #3)
- シルヴィア・シェムウェル - バックグラウンド・ボーカル (on #3)
- デイドラ・タック - バックグラウンド・ボーカル (on #4)
- グウェン・ガスリー - バックグラウンド・ボーカル (on #4)
- ジーン・オーロフ - コンサートマスター
- アリフ・マーディン - ホーン・アレンジ (on #1, #2, #5, #7, #8, #9, #10, #11)、パーカッション・アレンジ (on #1)、ストリングス・アレンジ (on #2, #5, #7, #8, #9, #10, #11)
- ウィリアム・イートン - アレンジ (on #3, #4, #6)